# Sucedió en el internado
 Sucedió en el internado es una película de Argentina filmada en Eastmancolor dirigida por Emilio Vieyra sobre su propio guion escrito en colaboración con el guion de José Dominiani que se estrenó el 8 de agosto de 1985 y que tuvo como actores principales a María del Carmen Valenzuela,  Mariana Karr, Julio De Grazia, Adrián "Facha" Martel, Francisco Llanos, Luis Luque y Silvia Pérez.

## Sinopsis
Un misterioso asesino acecha en los alrededores de un internado de señoritas, asesinando hermosas mujeres.

## Reparto
Intervinieron en el filme los siguientes intérpretes:
| Actor                       | Personaje                          |
| --------------------------- | ---------------------------------- |
| María del Carmen Valenzuela | Valeria                            |
| Mariana Karr                | Romina Carpenter                   |
| Julio De Grazia             | Jardinero                          |
| Adrián "Facha" Martel       | Amante de la profesora de gimnasia |
| Francisco Llanos            | Profesor Rivarol                   |
| Luis Luque                  | Javier                             |
| Silvia Pérez                | Profesora de gimnasia              |
| Eloísa Cañizares            | Directora                          |
| Marcela Ruiz                | Profesora Melissa Gutiérrez        |
| Adriana Parets              | Celadora                           |
| Ana María Ricci             | Cynthia                            |
| Boris Rubaja                | Charly                             |
| Oscar Ferrigno (hijo)       | Banda de Charly                    |
| Carlos Vanoni               | Recién casado                      |
| Mercedes Alonso             |                                    |
| Marina Romano               |                                    |
| Marisa Herrero              | Abuela de Cynthia                  |
| Emilio Bardi                | Banda de Charly                    |
| Mimí Ardu                   | Mujer violada                      |
| Nya Quesada                 | Mujer en fiesta                    |
| Mabel Pessen                | Cocinera                           |
| Alejandra Abreu             |                                    |
| Loló Prat                   | Madre de Cynthia                   |
| Pochi Luna                  |                                    |
| Marisa Varela               |                                    |
| Laura Martín                |                                    |
| Soledad Sobrado             |                                    |
| Pía Uribelarrea             | La Gorda                           |
| Marcela Martínez            |                                    |
| Viviana Sáez                | Amanda                             |
| Corina Vilella              |                                    |
| Patricia Solía              |                                    |
| Claudia Mugica              |                                    |
| Adriana Chiesa              |                                    |
| Cristina Darnet             |                                    |
| Susan Francis               |                                    |
| Paola Papini                |                                    |
| Jorge Crisol                |                                    |
| Alicia D'Amore              |                                    |
| Jorge Gesdel                |                                    |
| Víctor Bazan                |                                    |
| Liliana Maritan             |                                    |
| Marcela Morales             |                                    |
| Carlos A. Marín             |                                    |
| Héctor Villalba             |                                    |
| Pedro López Lagar (hijo)    | Banda de Charly                    |

## Comentarios
Ricardo García Oliveri en Tiempo Argentino escribió:

«Denuncia superficial y pasatiempo anémico.»

Esquiú escribió:

«¡Qué porquería!»

Mariano Vera en La Prensa opinó:

«Mariana Karr, algo así como la maestra Jacinta (Pichimahuida), pero erótica y María del Carmen Valenzuela, la increíble heroína de turno, son quienes finalmente impondrán justicia en el internado .»

Manrupe y Portela escriben:

«El viejo tema de las colegialas, abordado por enésima vez, con más violencia y carnes a la vista.»